# Franciaország marsallja

Francia marsalli váll-lap

Franciaország marsallja (franciául maréchal de France) 1190 óta létező méltóság, 1627 óta a legmagasabb katonai rang Franciaországban. A jelenleg hatályos jogszabályok szerint nem rendfokozat, hanem cím és állami méltóság. Szimbóluma a hét, váll-lapon viselt csillag (a legmagasabb tényleges rendfokozat, a hadseregtábornok öt csillagával szemben), valamint a kék bársonnyal bevont, csillagokkal díszített marsallbot, rajta a Terror belli, decus pacis („Háborúban rettenet, békében ékesség”) jelmondattal.
A cím létrehozása óta 342 főt neveztek ki marsallá, utoljára Pierre-Marie Koeniget (1898–1970) 1984-ben, posztumusz elismerésként. Az utolsó élő francia marsall az 1952-ben kinevezett Alphonse Juin volt (1888–1967).  A marsallok kinevezése nem törvénnyel, hanem rendelet útján történik, ami keletkezhet külön törvényhozási felhatalmazás alapján.
A haditengerészetnél használatos ekvivalense: Franciaország admirálisa.

## Etimológia, történelem
A marsalli (latinul marescallus) cím a frank nyelvű *marhskalk szóra vezethető vissza, ami a közgermán *markhaz (ló) és *skalkaz (szolga) szavakból származik; a *markhaz elem a kelta markh (ló) szóból ered. A szó tehát lóért felelős szolgát, azaz lovászt jelentett. Nem véletlen tehát, hogy a marsall kezdettől fogva a connétable (eredetileg comes stabuli, „az istállók grófja”) alárendeltje volt.
A  cím első birtokosa Albéric Clément volt, akit II. Fülöp Ágost nevezett ki 1190-ben. Halálát követően fivére, I. Henri Clément kapott marsalli kinevezést, de mellette Giullaume de Bournel személyében második marsallt is kineveztek. 1191-től az örökletes sénéchali rang megszűnésével a marsallok által segített connétable lett a francia hadak főparancsnoka, így rövidesen a marsallság is elsődlegesen katonai funkcióvá vált.
A 16–18. században a marsallok sajátos bíráskodási feladatot is elláttak. Miután 1566-ban betiltották a nemesemberek közti párbajokat, a gyakorlat korántsem halt ki az ismételt tiltások ellenére sem. A párbajokkal és provokációkkal kapcsolatos ügyek kivizsgálása a connétable és a marsallok által vezetett speciális bíróság feladata lett 1790-ig.
A marsallok száma fokozatosan emelkedett, előbb négyre, majd a 18. századra húszra. 1793-ban a forradalmi Nemzeti Konvent eltörölte a marsallságot, aminek addig 263 birtokosa volt. 1804-ben I. Napóleon rendelkezett új marsallok kinevezéséről. Császársága alatt összesen 26 birodalmi marsallt nevezett ki (egy időben 24-en viselték a rangot). 1839-ben törvényben rögzítették, hogy békeidőben legfeljebb hat, háborúban legfeljebb 12 fő kaphat ilyen címet. 1870-től hosszú időn át nem neveztek ki új marsallokat, majd 1916-ban a főparancsnokságról leváltott Joseph Joffre kompenzálására élesztették fel a méltóságot.